# Metopina eminentis
Metopina eminentis är en tvåvingeart som beskrevs av Ronald Henry Lambert Disney och Mikhailovskaya 1998. Metopina eminentis ingår i släktet Metopina och familjen puckelflugor. Inga underarter finns listade i Catalogue of Life.